# 莫圖洛阿
8°38′28″S 179°05′12″E / 8.6412°S 179.0867°E

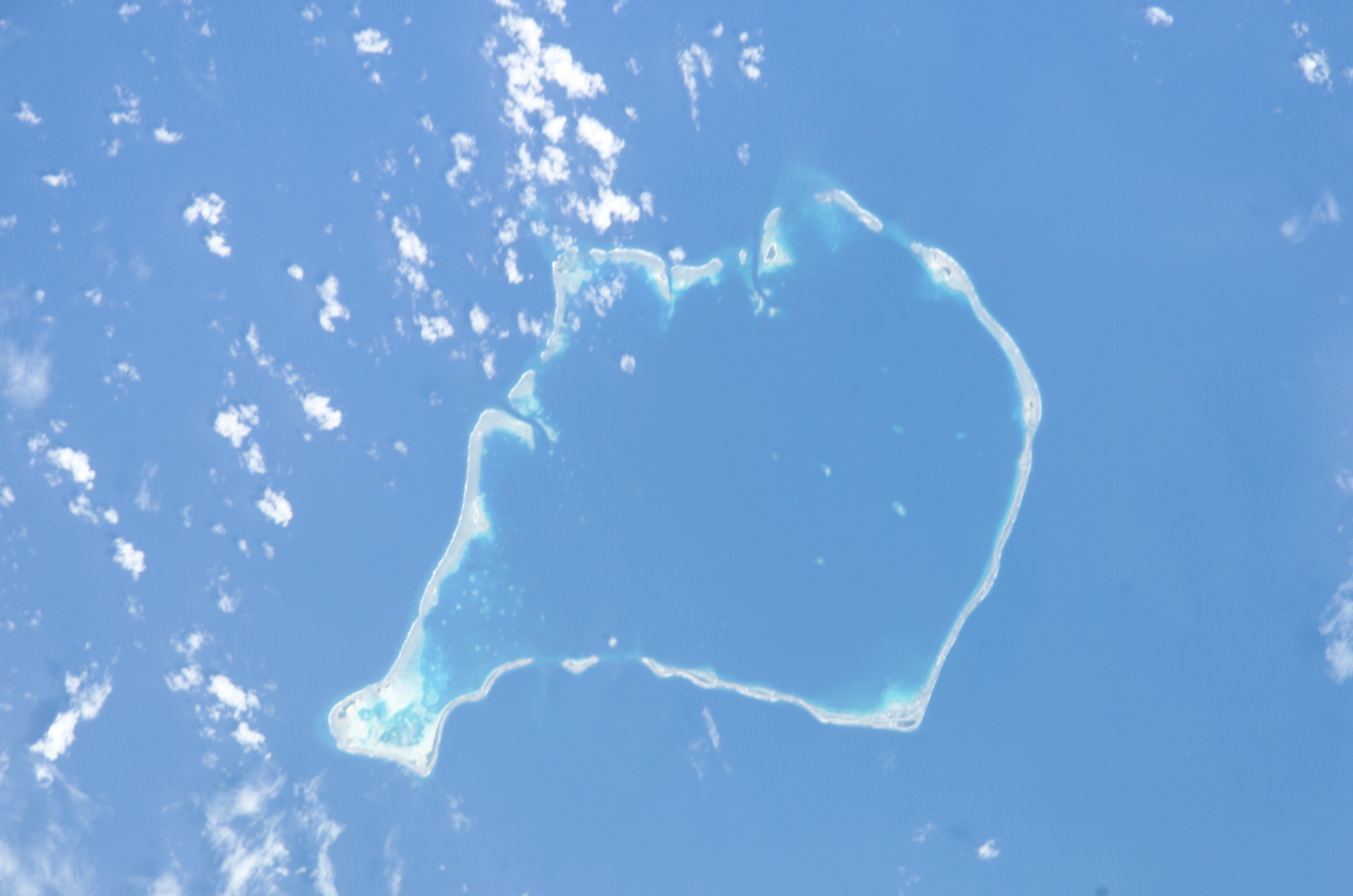
富納富提全圖

莫图洛阿（英語：Motuloa Isle）是一個位於吐瓦魯首都富納富提的一座珊瑚礁島嶼。莫图洛阿的意思是長島。該島位於位于富納富提环礁东南缘，东北—西南长800米，宽為50米。